# Břežany (Rakovníki járás)
Břežany település Csehországban, Rakovníki járásban. Břežany Čistá, Kožlany és Šípy településekkel határos. Lakosainak száma 121 fő (2024. január 1.).

## Népesség
A település lakosságának változását az alábbi diagram mutatja:
| Lakosok száma | 336  | 330  | 330  | 190  | 133  | 113  | 137  | 132  | 123  | 121  |
|               | 1869 | 1890 | 1921 | 1950 | 1980 | 2001 | 2017 | 2019 | 2022 | 2024 |